# الهيئة العليا لدراسة وتقديم الرأي في قضايا التحكيم الدولي
هي هيئة حكومية مصرية تتبع مجلس الوزراء للدفاع عن مصر في القضايا الدولية المرفوعة منها و عليها في الخارج و لدراسة وتقديم الرأي في قضايا التحكيم الدولي و تضم عدد من الأعضاء المساعدين من الجهات الحكومية المختلفة يحددهم رئيس مجلس الوزراء.